# Heitor dos Prazeres
Heitor dos Prazeres , né le 23 septembre 1898 à Rio de Janeiro et mort le 4 octobre 1966 dans la même ville, est un compositeur, chanteur et peintre brésilien. Il est l'un des pionniers dans la composition de sambas et participe à la fondation des premières écoles de samba au Brésil.

## Biographie

### Premières années
Heitor dos Prazeres naît le 23 septembre 1898 à Rio de Janeiro.
Ses parents sont Eduardo Alexandre dos Prazeres, charpentier et clarinettiste de l'orchestre de la Garde nationale, et Celestina Gonçalves Martins, couturière. Ils vivent dans le quartier de Cidade Nova (Praça Onze) à Rio de Janeiro. Dans sa famille, il est connu sous le nom de Lino et a deux sœurs aînées, Acirema et Iraci.
Le père de Heitor lui apprend à jouer de la clarinette sur divers rythmes tels que les polkas, les valses, les choros et les marches. Il meurt lorsque son fils a sept ans. Heitor étudie dans les écoles « Benjamin Constant », l'école sacerdotale de Sant'Ana et l'Externato Sousa Aguiar, mais il est renvoyé de tous ces établissements et ne fréquente l'école que jusqu'à la quatrième année. Il suit des cours de menuiserie. Son oncle, Hilário Jovino Ferreira, musicien connu sous le nom de "Lalau de Ouro", lui offre son premier cavaquinho. Il prend son oncle comme modèle de compositeur et, à l'âge de douze ans, il est déjà connu sous le nom de Mano Heitor do Cavaquinho . Il commence à assister à des réunions religieuses dans des maisons où, en compagnie de musiciens expérimentés, il joue et improvise des rythmes africains tels que le candomblé, le jongo, le lundu, le cateretê, la samba, etc., avec des instruments à percussion ou du cavaquinho. Parmi les maisons qu'il fréquente, il y a celles de grand-mère Celi, tante Esther, Oswaldo Cruz et tante Ciata, où se tiennent les réunions de bambas les plus importantes de l'époque, comme Lalu de Ouro, Caninha, João da Baiana, Sinhô, Getúlio Marinho (" Amor"), Donga, Saturnino Gonçalves ("Satur"), Pixinguinha, Paulo da Portela et d'autres encore.
Tout en travaillant comme cireur de chaussures et vendeur de journaux, il fréquente les brasseries voisines et les cinémas muets près de la Praça Onze, ainsi que les cafés de Lapa,où il peut écouter les musiciens et les orchestres typiques de la Belle Époque de Rio de Janeiro. À l'âge de treize ans, Heitor est envoyé en prison pour vagabondage et passe deux mois dans la colonie correctionnelle de Dois Rios, sur Ilha Grande ,. Quelques années plus tard, il commence à se rendre au carnaval habillé en baiana, enveloppé dans un tissu de couleur vive, jouant du cavaquinho et suivi par une foule agitant les extrémités du tissu . O limoeiro, Limão et Adeus, oculo sont les premières compositions et datent de 1912.

### Carrière
Dans les années 1920, aidé par d'autres danseurs et compositeurs de samba tels que João da Baiana, Caninha, Ismael Silva, Alcebíades Barcelos ("Bide") et Marçal, il contribue à l'organisation de divers groupes de samba à Rio Comprido, Estácio et dans d'autres localités voisines, ce qui luivaut d'être connu sous le nom de Mano Heitor do Estácio. Il participe à des réunions à Mangueira et Oswaldo Cruz avec Cartola, Paulo da Portela, João da Gente, Manoel Bambambam et d'autres, qui aboutissent à la création des premières écoles de samba : Deixa Falar, De Mim Ninguém se Lembra et Vizinha Faladeira à Estácio ; Prazer da Moreninha et Vai como Pode à Madureira. Les deux dernières fusionnent pour devenir Portela, son école de samba préférée, dont les couleurs bleu et blanc sont choisies par lui. En 1929, Portela est le premier lauréat d'un concours entre écoles, avec sa composition Não Adianta Chorar. Il  participe à la formation de l'Estação Primeira de Mangueira avec Cartola. En 1928, il fonde União do Estácio avec Nílton Bastos, "Bide" et Mano Rubem.
Deux de ses compositions qui l'ont popularisé sont Deixaste meu lar et Estas farto de minha vida, toutes deux datant de 1925 et enregistrées par Francisco Alves. Une autre chanson qu'il a écrite à la même époque est Deixe a malandragem se és capaz. En 1927, il a remporté un concours organisé par Zé Espinguela samba avec la chanson A Tristeza Me Persegue. La même année, il organise avec le pianiste Sinhô la première controverse sur la musique populaire brésilienne. Lorsqu'il se produit au festival populaire de Rio de Janeiro de Nossa Senhora da Penha, où les chansons du prochain carnaval sont présentées au public, il découvre que la paternité de Cassino Maxixe, interprété par Francisco Alves, est attribuée uniquement à Sinhô et que sa co-paternité est inconnue. La même chose se produit avec Ora Vejam Só. La réponse de Sinhô est : « La samba est comme un oiseau, elle appartient à celui qui l'attrape ». La réponse de Heitor est la samba Olha ele, cuidado, dans laquelle il dénonce l'épisode. Sinhô lui répond à son tour par la samba Segura o Boi. Étant donné que Sinhô est connu comme le « roi de la samba », Heitor composé la chanson Rei dos meus sambas et peut l'enregistrer et la distribuer malgré l'opposition de Sinhô. Il parvient à un accord dans lequel il obtient 38 000 réis et la reconnaissance de son statut de coauteur. Dos Prazeres lui-même est accusé de s'approprier d'autres sambas, comme celles de Paulo da Portela et Vai Mesmo d'Antônio Rufino, pour lesquelles, en 1941, un directeur l'empêche de défiler avec Portela.
En 1933, il compose Canção do jornaleiro. Sur la base des paroles autobiographiques de cette chanson, qui traite de la vie des enfants qui vendent des journaux dans les rues, une campagne est lancée pour financer la construction de la Casa do Pequeno Jornaleiro, qui ouvre ses portes en 1940.
Il épouse Mme Gloria en 1931, avec qui il a trois filles, Ivete, Iriete et Ionete Maria. Après la mort de sa femme en 1936, il se consacre aux arts visuels, notamment à la peinture, encouragé par le dessinateur, journaliste et critique d'art Carlos Cavalcante, le peintre Augusto Rodrigues et l'écrivain Carlos Drummond de Andrade. Il fabrique également des instruments de percussion et conçoit et réalise les costumes, meubles et tapisseries de ses groupes de musique et de danse.
Sa résidence de la Praça Tiradentes est en fait un lieu de rencontre pour les personnes intéressées par sa connaissance de la culture afro-brésilienne et de ses centres de rencontre les plus importants. Parmi les visiteurs se trouve l'étudiant en médecine et futur compositeur Noel Rosa, qui lui demande de l'aide pour affronter un marin agressif qui harcèle sa petite amie. Dos Prazeres est connu dans le quartier comme un expert en capoeira et un avertissement au marin suffit à le faire fuir. À son retour, alors qu'il fredonne la marche qu'il est en train de composer et pour laquelle il dessine également une illustration, Noel Rosa suggère quelques changements dans les paroles. C'est ainsi qu'il devient coauteur de Pierrô Apaixonado (sorti en 1936), l'un des plus grands succès de Heitor dos Prazeres. Ce soir-là, Drummond, un autre de ses visiteurs fréquents, lui apporte un de ses poèmes à mettre en musique, O Homem e seu Carnaval (1934). Bien qu'il ne réussit pas à le mettre en musique, il s'en inspire plus tard pour créer une peinture du même nom.
Artiste naïf, en 1937 il commence à exposer ses peintures, dans lesquelles il dépeint la vie dans les favelas : enfants qui jouent, hommes qui jouent ou boivent, jeunes qui dansent la samba, etc. Il représente les visages de profil, la tête et les yeux tournés vers le haut,.
À cette époque, il épouse Nativa Paiva, avec qui il a deux enfants : I drolete et le musicien Heitorzinho dos Prazeres. Leur premier enfant inspire la chanson A Coisa melhorou, dont les paroles comprennent le célèbre couplet : « É mais um guerreiro, é mais um carioca, é mais um brasileiro ». Cette édition marque le début de la carrière solo de la chanteuse Carmen Costa et est enregistrée sur l'un des premiers labels indépendants du Brésil.
Tout au long de sa vie, il entretient des relations avec diverses femmes, dont beaucoup sont formées pour faire partie des groupes de musique et de danse qui l'accompagne lors de ses tournées. À São Paulo, il rencontre une femme appelée Rosa, qui inspire le thème Linda Rosa et avec laquelle il a une fille appelée Dirce. Fin 1920, sa fille aînée, Laura, naît de sa relation avec sa tante, la Yalorixá Carlinda. Sa passion pour les femmes est présente dans plusieurs de ses chansons les plus célèbres, dont Deixa a Malandragem, Gosto que me Enrosco et Mulher de malandro.
En 1939 et 1941, il participe au Carnaval do Povo de São Paulo avec le groupe Embaixada do Samba Carioca, créé pour l'occasion. Plus d'une centaine d'artistes y participent, parmi lesquels Paulo da Portela, Cartola, Carmen Costa, Dalva de Oliveira, Aracy de Almeida, Francisco Alves, Carlos Galhardo, Bide, Marçal, Henricão, Herivelto Martins et Nilo Chagas (duo Branco e Preto, puis Trio de Ouro avec Dalva de Oliveira). Cet événement en plein air, organisé par le radiodiffuseur et compositeur Adoniran Barbosa et diffusé par les stations de radio Cruzeiro do Sul et Kosmo, diffuse la samba à São Paulo et, de là, à Buenos Aires et Montevideo. Grâce aux répercussions de ce type d'événement, la samba est acceptée par les secteurs les plus aisés et est entendue massivement dans les casinos, les cinémas, les stations de radio, etc.
À la fin de l'année 1930, il se produit comme musicien, chanteur et danseur au casino Urca avec Joséphine Baker et Grande Otelo. Il est engagé par Orson Welles comme chorégraphe pour un film sur la culture afro-brésilienne, centré sur la samba et le carnaval. Il joue également de son cavaquinho lors d'émissions dans des auditoriums de radio à Rio de Janeiro, accompagné du groupe Heitor dos Prazeres e Sua Gente, composé de chanteurs et d'autres musiciens, de percussionnistes et de passistas.
En 1943, il remporte le premier concours officiel de musique de carnaval, organisé par la mairie du district fédéral, pour sa samba Mulher de malandro, avec la voix de Francisco Alves. Cette même année, il présente la samba Lá em Mangueira, coécrite avec Herivelto Martins et enregistrée par le duo Branco e Preto et Dalva de Oliveira. Il commence à travailler à la Rádio Nacional de Rio de Janeiro et à exposer ses peintures dans des expositions locales et étrangères. Grâce à une exposition organisée par la RAF à Londres pour collecter des fonds en faveur des victimes de la Seconde Guerre mondiale, la princesse Élisabeth acquiert son tableau Festa de São João.
À la demande de son ami Carlos Cavalcante, il participe en 1951 à la première Biennale d'art moderne de São Paulo, à laquelle participent des artistes du monde entier, et remporte le troisième prix parmi les artistes nationaux avec son tableau Moenda. Lors de la deuxième Biennale de São Paulo, en 1953, une salle est réservée à l'exposition de ses œuvres. Il crée des décors et des costumes pour le ballet célébrant le quatrième centenaire de la ville de São Paulo. En 1959, il présente sa première exposition personnelle à la Galeria Gea Rio de Janeiro.
En 1965, Antonio Carlos da Fontoura réalise un documentaire sur sa vie et son œuvre.

### Mort
Heitor dos Prazeres meurt le 4 octobre 1966 à Rio de Janeiro, à l'âge de 68 ans.

## Postérité
Au cours de sa vie, il a produit un catalogue d'environ 300 compositions.
En 1999, à l'occasion du centenaire de sa naissance, une rétrospective de son œuvre picturale a été organisée à l'Espaço BNDES et au Musée national des beaux-arts de Rio de Janeiro. En 2003, la journaliste Alba Lírio a publié le livre Heitor dos Prazeres: Sua Arte e Seu Tempo.

## Discographie
- 1954 - Cosme e Damião/Iemanjá (Columbia)
- 1955 - Pai Benedito/Santa Bárbara (Columbia)
- 1955 - Vamos brincar no terreiro/Nego véio (Sinter)
- 1957 - Heitor dos Prazeres e sua gente (Sinter)
- 1957 - Nada de rock rock/Eta seu Mano! (Todamerica)

## Expositions personnelles
- 1959 : Biennale de São Paulo[11].
- 1961 : musée de Rio[11].